# Кротовское сельское поселение (Смоленская область)
Кротовское сельское поселение — упразднённое муниципальное образование в составе Ярцевского района Смоленской области России.
Административный центр — деревня Кротово.
Образовано Законом Смоленской области от 28 декабря 2004 года. Упразднено Законом Смоленской области от 28 мая 2015 года с включением всех входивших в его состав населённых пунктов в Капыревщинское сельское поселение.

## Географические данные
- Общая площадь: 59,4 км²
- Расположение: северная часть Ярцевского района
- Граничит:
  - на севере — с Львовским сельским поселением
  - на северо-востоке — с Репинским сельским поселением
  - на юго-востоке — с Капыревщинским сельским поселением
  - на юге — с Зайцевским сельским поселением
  - на западе — с Духовщинским районом
- Крупные реки: Вотря, Лойня.

## Население
| 2007 | 2011 | 2012 | 2013 | 2014 | 2015 | 2016 |
| ---- | ---- | ---- | ---- | ---- | ---- | ---- |
| 262  | ↘156 | ↗161 | ↘153 | ↗155 | ↘151 | ↘136 |
| 2017 |      |      |      |      |      |      |
| ↘134 |      |      |      |      |      |      |

## Населённые пункты
На территории поселения находилось
На территории поселения находилось 2 населённых пункта.
- Кротово, деревня
- Лосево, деревня

## Экономика
Сельхозпредприятия, магазины.